# آموس کیلبورن
آموس کیلبورن (انگلیسی: Amos Kilbourne؛ 1880 – ۱۹۴۰ (۵۹−۶۰ سال)) بازیکن فوتبال بود.
از باشگاه‌هایی که در آن بازی کرده‌است می‌توان به باشگاه فوتبال گریمزبی تاون اشاره کرد.